# إيزابيل لوبيز
إيزابيل لوبيز هي متسابقة ملكة الجمال وعارضة وممثلة فلبينية، ولدت في 14 سبتمبر 1962 في الفلبين. من الجوائز التي نالتها بينيبينينغ فيليبيناس سنة 1982.

## جوائز
- بينيبينينغ فيليبيناس (1982)

## وصلات خارجية
- إيزابيل لوبيز على موقع IMDb (الإنجليزية)
- إيزابيل لوبيز على موقع قاعدة بيانات الفيلم (الإنجليزية)